# Wolf and Sheep
《Wolf and Sheep》은 대한민국의 음악 그룹 H.O.T.의 두 번째 정규 음반이다.

## 정보
타이틀곡인 〈늑대와 양〉은 가사 중 "늑대, 빌어먹을 짐승같은 놈들" 부분으로 인해 방송 불가 판정을 받게 되자 "늑대, 짐승같은, huh!"로 가사를 수정하기도 했다.
1997년 9월에는 팬클럽 Club H.O.T.의 제1기 팬 클럽 창단식이 개최되었고, 12월에는 대한민국 영상음반대상 골든디스크상, 서울가요대상, MBC, SBS 가요대상 시상식에서 모두 대상을 수상하였다. 이듬해인 1998년 1월에는 올림픽 공원 체조 경기장에서 단독 콘서트를 개최했고, 2월에는 뉴욕, 워싱턴 D.C., 하와이, 로스엔젤레스에서 98 미주 콘서트를 열었다.

## 수록곡
| #            | 제목                                  | 작사·작곡    | 편곡  | 재생 시간 |
| ------------ | ------------------------------------- | ------------ | ----- | --------- |
| 1.           | 〈Go! H.O.T.!〉                       | 유영진       | 2:56  |           |
| 2.           | 〈늑대와 양〉 (Wolf & Sheep)          | 유영진       | 4:11  |           |
| 3.           | 〈자유롭게 날 수 있도록〉             | 유영진       | 4:36  |           |
| 4.           | 〈We Are The Future〉                 | 유영진       | 3:41  |           |
| 5.           | 〈행복〉                              | 장용진       | 3:28  |           |
| 6.           | 〈열등감〉                            | 유영진       | 3:00  |           |
| 7.           | 〈12번째 생일〉                       | 곽상엽       | 3:52  |           |
| 8.           | 〈Tragedy〉 (Feat. Deric W. Battiste) | 곽상엽       | 3:47  |           |
| 9.           | 〈너와 나〉                           | 곽상엽       | 4:16  |           |
| 총 재생 시간 | 총 재생 시간                          | 총 재생 시간 | 33:47 |           |

## 제작
H.O.T.
- 문희준 - 랩, 보컬
- 강타 - 리드 보컬
- 장우혁 - 랩
- 토니 안 - 랩, 영어 랩, 보컬
- 이재원 - 랩

## 같이 보기
- 대한민국의 역대 음반 판매량 순위 목록